# إدارة ترينتا ي تريس
إدارة ترينتا ي تريس (بالإسبانية: Departamento de Treinta y Tres)(تلفظ بالإسبانية: ‎/ˈtɾejnta i ˈtɾes/‏) هي واحدة من إدارات الأوروغواي عاصمتها هي ترينتا ي تريس. تقع الإدارة في شرق البلاد، وتحدها إدارة سيرو لارغو من الشمال وإدارات دورازنو وفلوريدا من الغرب ، وإدارة لافاليخا وروتشا من الجنوب.  في شرقها تقع بحيرة لاغونا ميرين التي تفصلها عن البرازيل.

## التاريخ
سكن الإدارة العديد من قبائل الهنود الحمر ، ويتضح ذلك من العديد من التلال المتوزعة في الإدارة.
كانت معظم أراضي الإدارة الحالية جزءًا من إدارة سيرو لارغو، إحدى المقاطعات التسع الأصلية للجمهورية التي اعتمدت في الدستور الأول للأوروغواي عام 1830. تأسست قرية ترينتا وتريس في الجزء الجنوبي من المنطقة في عام 1853، وسُميت بهذا الاسم تكريمًا للوطنيين الثلاثة والثلاثين الذين ناضلوا لاستقلال المقاطعة الشرقية، التي أصبحت دولة أوروغواي.
أنشئت إدارة ترينتا وتريس من أجزاء من إدارتي سيرو لارغو وميناس (لافاليخا) بموجب القانون رقم 1754 في 18 سبتمبر 1884.

## جغرافيا

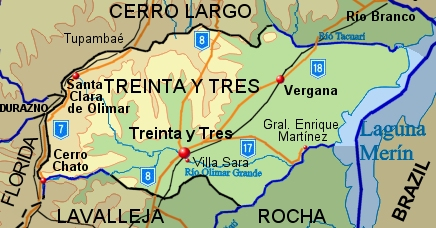
خريطة طبوغرافية لإدارة ترينتا ي تريس توضح الأماكن والطرق الرئيسية

تقع الإدارة في شرق أوروغواي وتبلغ مساحتها 9,676 كيلومترًا مربعًا. تطل على بحيرة ميرين الشاسعة لذا فالإدارة لها حدود بحرية مع البرازيل. يوجد في الإدارة عدد محدود من التلال، منها كوتشيلا غراندي وكوتشيلا دي كارمن في الغرب وكوشيلا دي بالومكي في الجنوب واسبريزاس ديل يربال في المناطق الوسطى.
تصب جميع أنهار الإدارة في بحيرة ميرين. ومن أبرزها نهر سيبولاتي، الذي يشكل الحدود الجنوبية للإدارة، ونهر تاكواري الذي يحدها من الشمال. يجري فيها نهر أوليمار أحد أهم روافد نهر سيبولاتي.

## السكان
بلغ عدد سكان إدارة ترينتا ي تريس 48,134 (23,416 من الذكور و24,718 من الإناث) و21,462 أسرة في تعداد 2011.
البيانات الديموغرافية لإدارة ترينتا ي تريس لعام 2010:
- معدل النمو السكاني: -0.158٪
- معدل المواليد: 13.80 مولود / 1000 شخص
- معدل الوفيات: 9.15 حالة وفاة / 1000 شخص
- متوسط العمر: 33.7 (32.7 ذكور ، 34.6 إناث)
- متوسط العمر المتوقع عند الولادة:
  - مجموع السكان: 75.97 سنة
  - ذكر: 72.16 سنة
  - أنثى: 79.90 سنة
- متوسط دخل الأسرة الواحدة: 23122 بيزو / شهر
- دخل الفرد في الحضر: 8994 بيزو / شهر

### المراكز الحضرية الرئيسية
| المدن                  | عدد السكان |
| ---------------------- | ---------- |
| ترينتا ي تريس          | 25,477     |
| إجيدو ترينتا ي تريس    | 6,782      |
| فيرغارا                | 3,810      |
| سانتا كلارا دي أوليمار | 2,341      |
| سيرو شاتو              | 1,694      |
| جنرال إنريكي مارتينيز  | 1,430      |
| فيلا سارة              | 1,199      |

## الحكومة
تذكر المادة 262 من دستور الجمهورية تتولى المجالس الإدارية إدارة شؤون الإدارات باستثناء خدمة الأمن العام. تقع مقرات هذه المجالس في عواصم الإدارات، وتباشر أعمالها بعد مرور ستين يومًا على انتخابها. كما تنص المادة على أنه يجوز للعمدة تفويض السلطات المحلية بموافقة المجلس الإداري لأداء بعض المهام ضمن المناطق الإقليمية التابعة لكل منها.

### البلديات
يوجد في إدارة ترينتا ي تريس ست بلديات. أنشئت بلديات فيرغارا وسانتا كلارا دي أوليمار بموجب القانون رقم 18653 في 15 مارس 2010، وأنشئت الأربعة المتبقية في عام 2017 بقرار من مجلس الإدارات رقم 20/2017. هذه الإدارات هي سيرو شاتو، الجنرال إنريكي مارتينيز، رينكون، فيلا سارة.

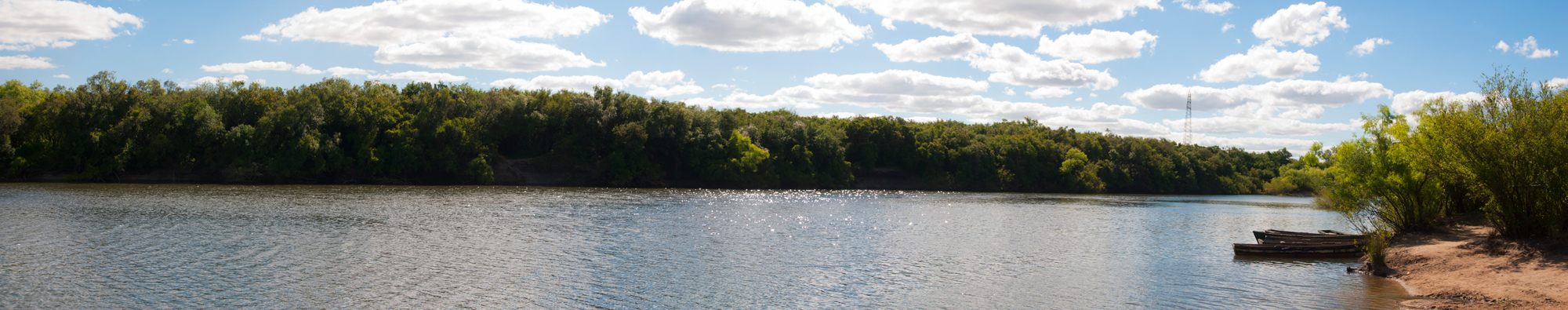
نهر أوليمار، مقابل مدينة ترينتا إي تريس.

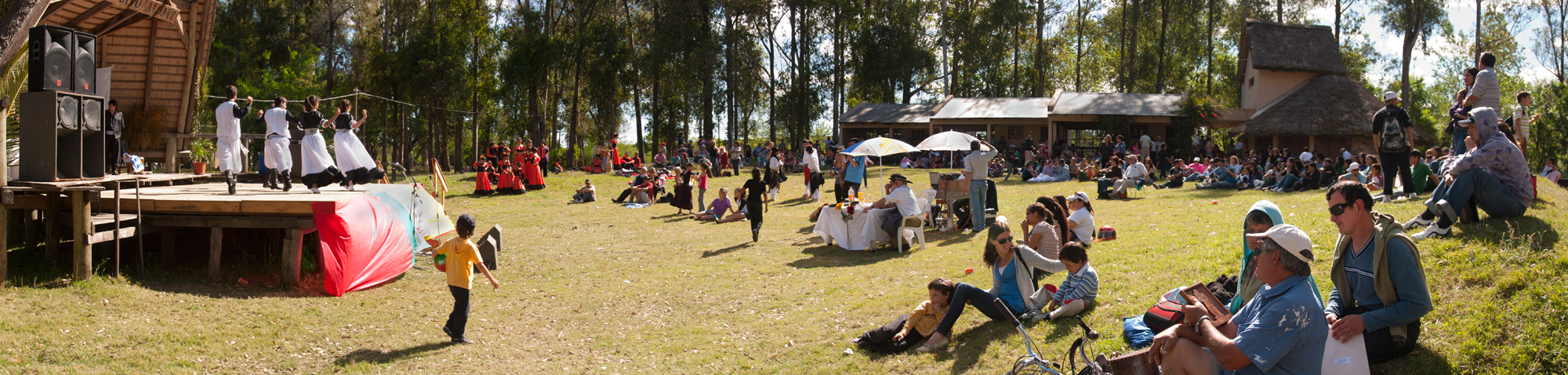
احتفال في حديقة على ضفاف نهر أوليمار.

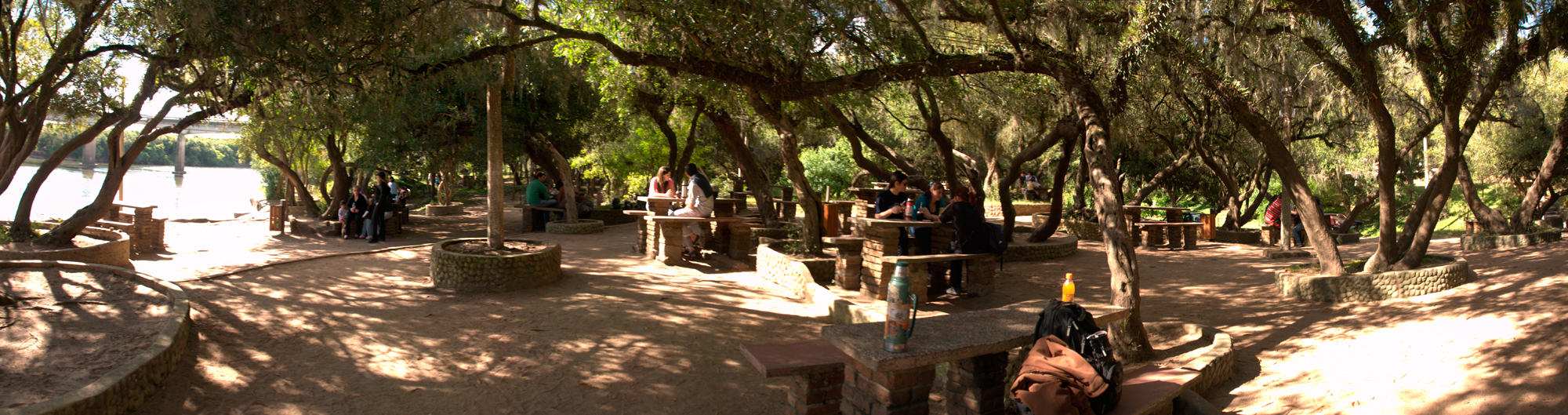
حديقة على ضفاف نهر أوليمار.

| الخريطة | البلدية                 | المساحة (كم²) | عدد السكان (تعداد 2011) |
| ------- | ----------------------- | ------------- | ----------------------- |
|         | سيرو شاتو               |               |                         |
|         | الجنرال إنريكي مارتينيز |               |                         |
|         | رينكون                  |               |                         |
|         | سانتا كلارا دي أوليمار  | 482.4         | 2485                    |
|         | فيرغارا                 | 622.5         | 4065                    |
|         | فيلا سارا               |               |                         |

## أعلام
- لويس أنطونيو هييرو لوبيز - نائب رئيس الأوروغواي السابق.
- لويس هييرو جامبارديلا - وزير سابق وعضو مجلس الشيوخ ونائب
- لويس هييرو - نائب سابق